# 郊区 (济宁市)
济宁市郊区，山东省旧区名。
1983年，撤销济宁地区和县级济宁市，设立地级济宁市和济宁市市中区。由济宁县改置济宁市郊区。辖境是今山东省济宁市区周围。1993年撤销济宁市郊区，改置任城区。2013年10月18日，市中区、任城区合并为新的任城区。